# Église Saint-Denis de Maillet
L'église Saint-Denis de Maillet est une église située à Maillet, l'une des trois communes qui sont réunies dans la commune nouvelle de Haut-Bocage, dans le département de l'Allier, en France.

## Description
L'édifice, de style roman est composé primitivement d'une seule nef de deux travées et d'un transept saillant ouvrant sur un chœur suivi d'une abside en hémicycle, avec un clocher. Les collatéraux datent de l'époque moderne. La nef est couverte d'une charpente, mais primitivement elle l'était par une voûte sur doubleaux reposant sur les colonnes qui sont toujours en place dans les murs latéraux. Le clocher carré  à un étage, est percé sur chaque face de son étage de deux baies jumelées en plein cintre, recoupées chacune par une colonnette et surmontées d'un double cordon de billettes. La partie supérieure, couronnée d'une flèche, remonte au XVIIe siècle. Le clocher a fait l'objet de travaux de rénovation en 2006.

## Localisation
L'église est située à Maillet, un hameau de la commune de Haut-Bocage, dans le département de l'Allier.

## Historique
L'église est anciennement une possession ancienne de l'abbaye de Saint-Denis à laquelle elle fut restituée une première fois en 802 par Charlemagne, et une seconde fois au XIe siècle pour faire partie du patrimoine du prieuré de la Chapelaude. Au XVIe siècle, elle passe parmi les dépendances du prieuré de Benevent, en Limousin. 
L'édifice est inscrit au titre des monuments historiques en 1949.

## Valorisation du patrimoine
L'Association pour la sauvegarde et la restauration de l'église Saint Denis veille sur le monument et organise à l'occasion des événements.